# Geschiedenis van het Noors
De geschiedenis van het Noors is opmerkelijk. Het Noors heeft twee officiële schrijftalen. Op zichzelf is dat niet vreemd, want bijvoorbeeld ook het Engels en het Portugees hebben meerdere standaardvarianten met aparte spellingsystemen e.d. Het opmerkelijke aan de Noorse taalsituatie is dat de twee varianten, Bokmål en Nynorsk geheten, niet door twee bevolkingsgroepen worden gebruikt die etnisch of anderszins van elkaar verschillen, maar in één en hetzelfde land naast elkaar worden gebruikt zonder dat er duidelijke taalgrenzen zijn aan te wijzen. Om uit te leggen hoe het zo ver heeft kunnen komen, moeten we de geschiedenis in.

## Historische achtergrond

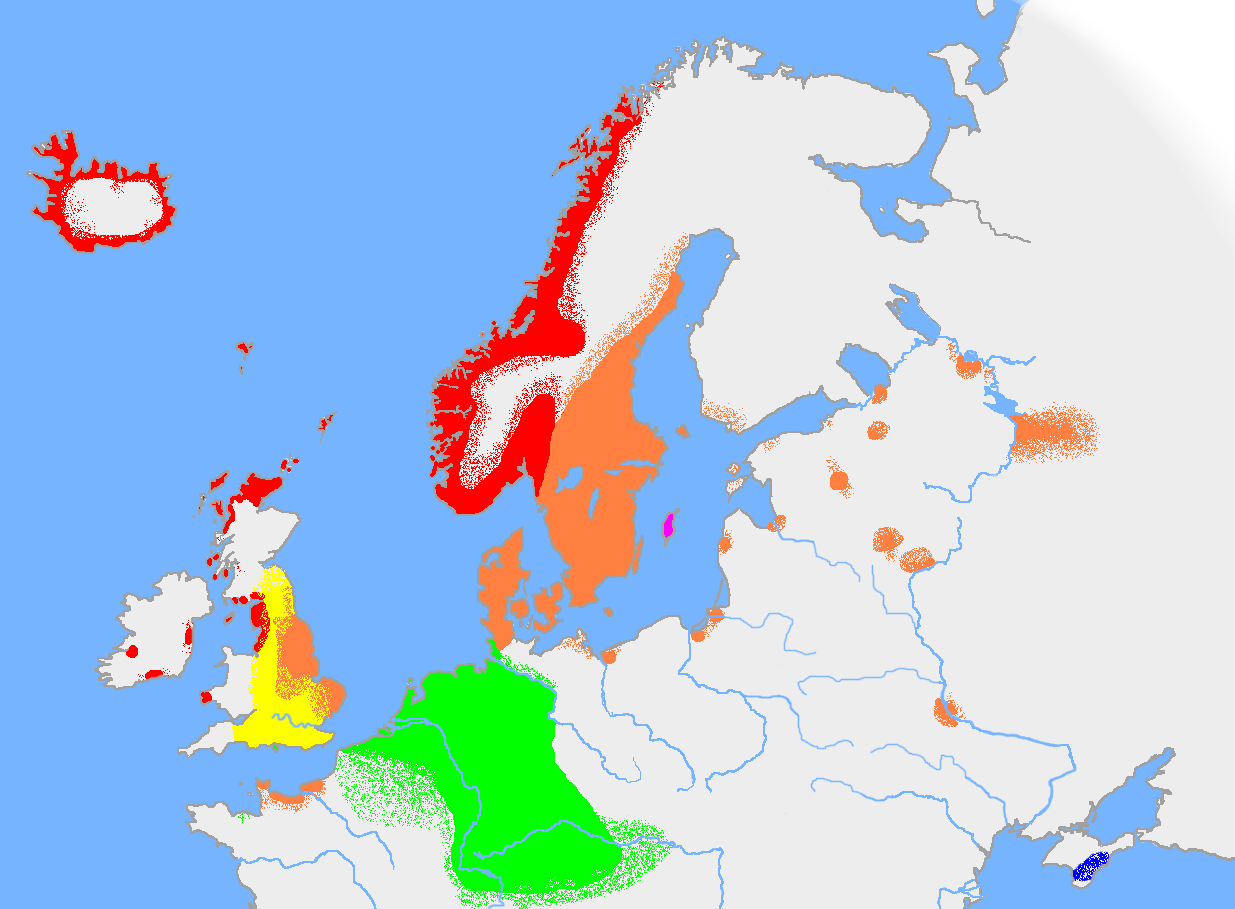
Verspreiding van het Oudnoords rond 900.
Oudwestnoords
Oudoostnoords
Oudgutnisch
Oudengels
Krim-Gotisch
Andere Germaanse talen

Tot ongeveer het jaar 1000 n.Chr. werd in alle Scandinavische landen dezelfde taal gesproken: het Oudnoords (zie ook IJslands). Na die tijd groeiden de talen in de verschillende landen geleidelijk uit elkaar. In Noorwegen ontstond zo het Middelnoors. Verder waren er binnen Noorwegen veel regionale verschillen in spreektaal: de dialecten. 
In 1397 raakte Noorwegen zijn status als zelfstandig koninkrijk kwijt. Het werd opgenomen in een personele unie met Denemarken en Zweden: de Unie van Kalmar. De machtigste staat binnen deze unie was Denemarken. Door de grote pestepidemie van 1349 ('svartedauden') raakte Noorwegen het grootste deel van zijn adel kwijt en kwam het in een ernstig verzwakte positie binnen de Unie. De lege plekken die in de hogere lagen van de Noorse samenleving waren gevallen, werden voornamelijk opgevuld door Denen.
In deze tijd bereikte het Nederduitse handelsverbond de Hanze haar hoogtepunt. Handelslieden uit het Nedersaksische deel van wat nu Nederland en Duitsland zijn, zetten handelsroutes op naar Scandinavië, Polen, de Baltische landen en Rusland. Het Nedersaksisch in toenmalige vorm werd in Scandinavië als dusdanig prestigieuze taal gezien, dat het toenmalige Scandinavisch op het vasteland wat betreft woordenschat, grammatica en zegswijzen voorgoed veranderde. Verschillende bronnen beweren dat de woordenschat van het huidige Noors tussen de 50% en 70% uit Nedersaksische woorden bestaat.
In 1521 slaagde Zweden erin zich van de Unie los te maken. In Noorwegen was een groot deel van de ambtenarij Deens. Bovendien werden de Noren opgezadeld met wetteksten en een Bijbelvertaling in het Deens. In de kerken werd na de reformatie Deens gesproken in plaats van Latijn; voor de meeste Noren geen groot verschil. Zo werd het Deens de schrijftaal in Noorwegen. De Noorse taal handhaafde zich in de dialecten van het platteland. In 1536 werd Noorwegen opgeheven. Het werd een provincie van Denemarken.
Na een voor Denemarken rampzalig verlopen oorlog werd Noorwegen in 1814 aan Zweden toegewezen. Het kreeg een eigen parlement en grondwet, maar moest de Zweedse koning erkennen. De taalsituatie in Noorwegen in 1814 was als volgt: in de hogere bevolkingslagen van de steden werd Deens gesproken, maar met een Noorse uitspraak (de uitspraak van het Deens in Denemarken week (en wijkt) erg af van het schriftbeeld). Op het platteland, voornamelijk in West-Noorwegen, hadden de dialecten redelijk stand weten te houden, maar het spreken van dialect werd door de hoogopgeleide stedelingen als onontwikkeld beschouwd. Op de scholen werd in het Deens onderwezen en in de kerk werd in het Deens gepreekt.

## De ontwikkeling na 1814
Nu Noorwegen meer vrijheid had gekregen, gingen er stemmen op om naar een eigen, Noorse schrijftaal te streven. In de eerste jaren van de personele unie met Zweden was men bang voor Zweedse invloed op de Noorse taal en probeerde men vast te houden aan het Deens, maar het bleek dat de Zweden zich niet bemoeiden met het Noorse taalvraagstuk. Rond 1830 was de schrijftaal een nationaal probleem geworden. Er bestonden verschillende opvattingen over hoe de Deense schrijftaal vervangen zou kunnen worden door een Noorse. De belangrijkste twee stromingen waren:
1. Het vernoorsen van de bestaande Deense schrijftaal. Dit moest geleidelijk gebeuren, door middel van het toepassen van spellingwijzigingen en het toelaten van specifiek Noorse ('særnorske') woorden.
2. Het scheppen van een geheel nieuwe Noorse taal op basis van die dialecten die de oude Noorse vormen en woorden het best bewaard hadden: die van West-Noorwegen.

Hier volgt een nadere beschrijving van deze twee stromingen.

### Vernoorsen van de schrijftaal (Riksmål)
De eerste die deze optie voorstond, was de dichter Henrik Wergeland (1808-1845). In 1835 pleitte hij in een artikel voor het opnemen van Noorse woorden en vormen in de schrijftaal om er geleidelijk echt Noors van te maken. De leraar Knud Knudsen (1812-1895) werkte Wergelands idee verder uit. Hij ging uit van het principe dat het schrift de uitspraak van de woorden zo goed mogelijk moest weergeven. Als standaard voor de uitspraak nam hij de uitspraak van de hoger opgeleiden in de steden ('den dannede dagligtale'). In 1887 besloot het parlement dat het taalonderwijs in de scholen gebaseerd moest zijn op de Noorse uitspraak. Daardoor was het nodig nog meer hervormingen in de schrijftaal door te voeren, bijvoorbeeld 'harde' medeklinkers in plaats van 'zachte' (het Deens schrijft b,d,g waar het Noors p,t,k schrijft: Deens 'skib', 'fod', 'rige'; Noors 'skip', 'fot', 'rike'). In 1907 werden deze en andere ingrijpende veranderingen in een spellingwijziging doorgevoerd. De taal die zo ontstond werd Riksmål, rijkstaal, genoemd.

### Schepping van een nieuwe taal uit Noorse dialecten (Landsmål)
Ivar Aasen (1813-1896) was een boerenzoon uit West-Noorwegen. Van 1843 tot 1846 reisde hij rond in het westen van het land en verzamelde kenmerken en woorden van de verschillende dialecten die daar gesproken werden. Uit deze dialecten stelde hij een schrijftaal samen, waar hij in 1864 de grammatica en in 1873 het woordenboek van publiceerde. Hij gebruikte zijn nieuwe taal zelf in literaire teksten en hij kreeg al snel veel aanhangers. In 1892 werd het Landsmål, de landstaal, gelijkgesteld aan het Riksmål. De scholen konden kiezen in welke van de twee talen onderwezen zou worden. De meeste gebruikers van het Landsmål woonden op het platteland. Daarom kreeg het onder de Riksmålgebruikers de negatieve bijnaam 'boerentaal'.

### Onafhankelijk Noorwegen
In 1905 scheidde Noorwegen zich af van Zweden en werd het een zelfstandig koninkrijk. De beide taalvormen waren nu volledig aan elkaar gelijkgesteld. Er ontstond een beweging die naar één Noorse taal, het Samnorsk, streefde, maar die beweging heeft nooit veel aanhangers gehad. Wel ondergingen beide schrijftalen veel spellingwijzigingen om ze dichter bij elkaar te brengen. In 1929 werden de namen van de talen veranderd: Landsmål werd Nynorsk (Nieuwnoors) en Riksmål werd Bokmål (Boekentaal). Een groep conservatieve Riksmålaanhangers bleef de taal Riksmål noemen en verzette zich tegen de 'radicalisering' van het Bokmål. In 1981 werden onder druk van deze groep een aantal Deensachtige vormen die eerder afgeschaft waren, opnieuw toegelaten in het Bokmål. Hiermee lijkt een eind te zijn gekomen aan de toenaderingspolitiek van de regering. Men heeft zich erbij neergelegd dat er twee Noorse standaardtalen naast elkaar bestaan. De taalstrijd die gedurende een groot deel van de 19e en 20e eeuw woedde, is, althans voorlopig, geluwd.

## De huidige situatie

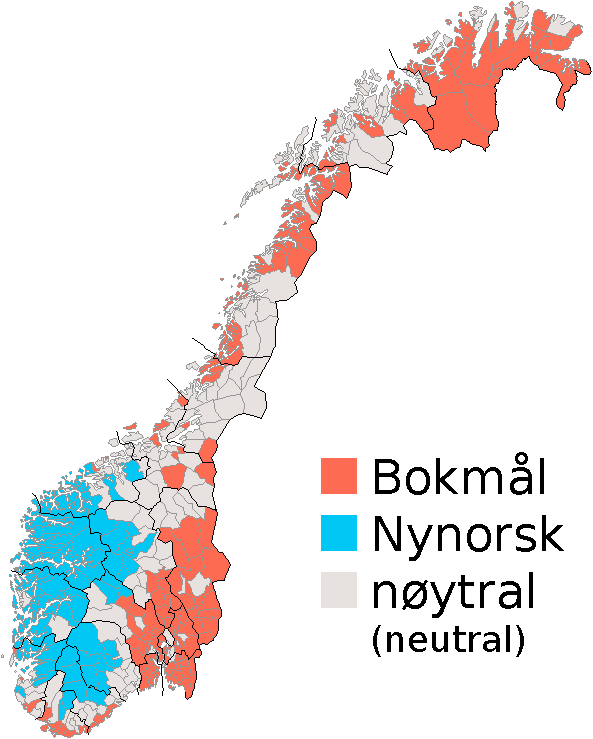
Officiële taal per gemeente (2007).

Wanneer men Noors wil schrijven, kan men kiezen tussen niet minder dan zes taalvormen. Door de vele dubbele vormen en toegelaten spellingen kan elk van de twee standaardtalen in een conservatieve, gematigde en radicale variant geschreven worden. Conservatief Bokmål (Riksmål) staat het dichtst bij het Deens, en conservatief Nynorsk staat er het verst van af.
Het Nynorsk bestaat, behalve op radio en televisie, niet in gesproken vorm. De meeste Nynorskgebruikers spreken hun eigen dialect en schrijven Nynorsk. De dialecten staan in Noorwegen in hoger aanzien dan in de meeste andere landen. Het gebruik van het Nynorsk is in de laatste jaren van de 20e eeuw afgenomen. Rond 1944 gebruikte 34,1 procent van de Noren het Nynorsk als schrijftaal, nu is dat ongeveer 17 procent, maar het lijkt zich te stabiliseren. Maar zelfs als het Bokmål het Nynorsk geheel zou verdringen, heeft het levenswerk van Ivar Aasen nog steeds invloed, want het Bokmål is ook sterk door het Nynorsk beïnvloed.